# پی‌جی و توماس
تیموتی پاول جاسپر «پی‌جی» مک‌کی (انگلیسی: Timothy Paul Jasper McKay؛ زادهٔ ۲۴ مه ۱۹۸۶) و توماس گرت (انگلیسی: Thomas Garrett؛ زادهٔ ۳۱ مارس ۱۹۹۱) یک زوج سلبریتی اینترنتی، شخصیت تلویزیونی، بازسازان بنا و طراحان داخلی امریکایی‌ای هستند، معروف به کانال یوتیوبی‌شان و هم‌چنین برنامه تلویزیونی‌شان در شبکهٔ اچ‌جی‌تی‌وی.